# Magdalena Jedlewska
Magdalena Jedlewska-Pytel (ur. 3 sierpnia 1962 w Warszawie) – polska zawodniczka pięcioboju nowoczesnego, drużynowa wicemistrzyni świata, mistrzyni Polski.

## Życiorys
Była zawodniczką CWKS Legia Warszawa, w której barwach sięgnęła dwukrotnie po indywidualne mistrzostwo Polski (1982, 1985). W 1983 zajęła w mistrzostwach świata 29 miejsce indywidualnie i szóste drużynowo. W 1984 zdobyła drużynowe wicemistrzostwo świata (razem z Anną Bajan i Barbarą Kotowską), a indywidualnie zajęła 17 miejsce. W 1986 ukończyła studia na Akademii Wychowania Fizycznego w Warszawie.
Jest córką Łukasza Jedlewskiego. Jej mężem jest Stanisław Pytel.